# La Trotteuse
La Trotteuse war ein französischer Hersteller von Automobilen.

## Unternehmensgeschichte
Das Unternehmen aus Saint-Rémy-la-Vanne im Département Seine-et-Oise begann 1913 mit der Produktion von Automobilen. Der Markenname lautete La Trotteuse. 1914 endete die Produktion.

## Fahrzeuge
Angeboten wurden ein Modell mit Einzylindermotor mit 640 cm³ Hubraum und ein Modell mit Vierzylindermotor mit 1327 cm³ Hubraum. Beide Modelle hatten Kardanantrieb. Die Karosserien boten Platz für zwei Personen.